# فهرست زنان شاهنامه
در بخش پهلوانی و اسطوره‌ای:
- آرزو (دختر ماهیار)
- آرزو (زن سلم)
- آزاده
- آزرمی‌دخت
- ارنواز
- اسپنوی
- بانوی گازر
- بانوی گُردوی
- بانوی مهبود
- پوران‌دخت
- تهمینه
- جریره
- رودابه
- سودابه
- سوسنک[۱]
- سهی
- سیندخت
- شهرناز
- فرانک
- فرنگیس
- فغستان
- کتایون
- گردآفرید
- گل‌شهر
- گلنار(کنیز اردوان)
- گردیه
- ماه‌آفرید
- مشکناز[۱]
- منیژه
- همای‌چهره‌زاد